# Hannah Szenes

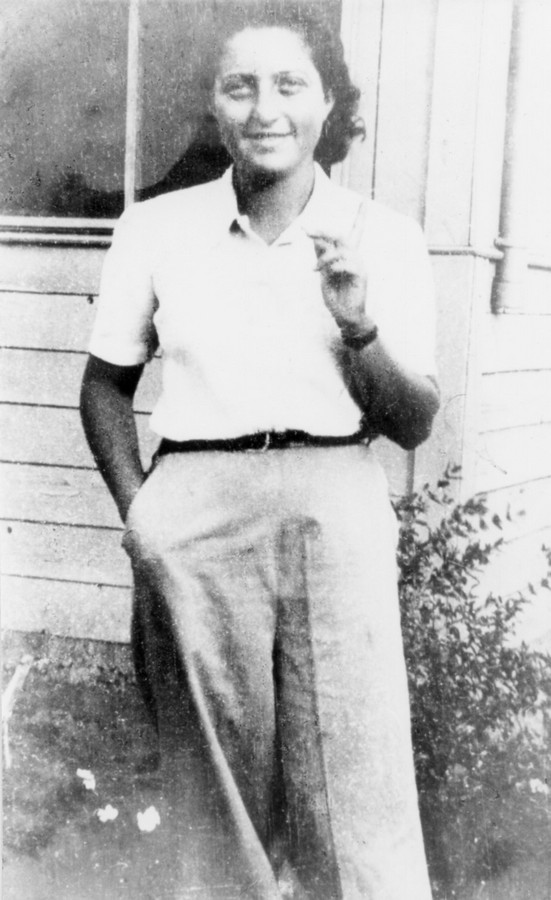
Hannah Szenes (1942)

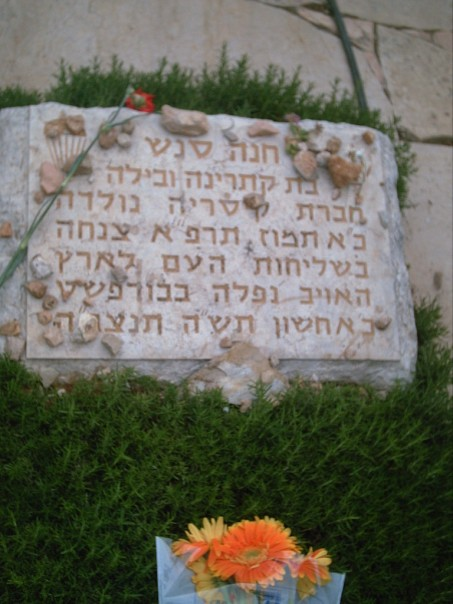
Hannah Szenes’ Grab, Herzl-Berg in Jerusalem, Nationaler Militärfriedhof, Israel

Hannah Szenes (geboren als Anikó Szenes am 17. Juli 1921 in Budapest; gestorben am 7. November 1944 ebenda) war eine ungarische Widerstandskämpferin, die mit anderen jüdischen Frauen und Männern im Auftrag der Special Operations Executive mit dem Fallschirm hinter der deutschen Front absprang, um zu versuchen, Juden zu retten.

## Jugendzeit
Hannah Szenes, die Tochter des Journalisten und Kinderbuchautors Béla Szenes, demonstrierte ihr eigenes literarisches Talent von klein auf und schrieb seit ihrem dreizehnten Lebensjahr bis kurz vor ihrem Tod an ihrem Tagebuch.
Obwohl ihre Familie assimiliert war, führten während ihrer Schulzeit antisemitische Einflüsse in Budapest dazu, dass sie begann, sich für ihre jüdische Herkunft zu interessieren, und sich Maccabea, einer zionistischen Schüler- und Studentenbewegung, anschloss. 1939 schloss sie die Schule ab und emigrierte in das damalige britische Mandatsgebiet Palästina. Dort absolvierte sie zunächst eine Ausbildung an der Landwirtschaftsschule für Mädchen in Nahalal. Danach arbeitete sie im Kibbuz Sdot Jam.

## Rettungsaktion, Verhaftung, Folter und Tod
Im Jahre 1943 meldete sie sich bei der Britischen Armee freiwillig zum Einsatz in Europa. Ziel der Operation war es, den Alliierten in Europa zu helfen und Kontakt mit Partisanen aufzunehmen, um bedrängten jüdischen Gemeinden beizustehen. Szenes wurde in Ägypten ausgebildet und als eine von 33 Personen ausgewählt, hinter den feindlichen Linien abzuspringen.
Mit dem Ziel, ihre Geburtsstadt Budapest zu erreichen, sprang sie im März 1944 mit dem Fallschirm über Jugoslawien ab und verbrachte dort drei Monate mit Titopartisanen.
Am 13. Mai 1944, auf dem Höhepunkt der Deportation der ungarischen Juden, überquerte Szenes die Grenze nach Ungarn. Sie wurde bereits am nächsten Tag aufgrund einer Denunziation von der ungarischen Polizei verhaftet. Aus der Akte der damaligen ungarischen Regierung geht hervor, dass sie schwerer Folter unterworfen wurde, den Code der geheimen Funkverbindung aber nicht preisgab. Sie lehnte auch dann jede Kooperation ab, als die ungarische Polizei ihre Mutter in die Zelle brachte und drohte, sie ebenfalls zu foltern.
In ihrem Prozess im Oktober 1944 verteidigte Hannah Szenes ihre Aktivitäten und verweigerte eine Entschuldigung. Als sie am 7. November 1944 durch eine Erschießung hingerichtet wurde, lehnte sie eine Augenbinde ab, um dem Exekutionskommando in die Augen blicken zu können.
1950 wurden die Gebeine Hannah Szenes’ nach Israel gebracht und auf dem Militärfriedhof Har Herzl in Jerusalem beigesetzt.

## Werke
Nach ihrem Tod wurden ihre literarischen Arbeiten entdeckt. Ihr Tagebuch und die anderen Schriften wurden veröffentlicht, viele ihrer Gedichte wurden bald berühmt, da sie eine selbst in schlimmen Zeiten hoffnungsvolle, starke Frau in aufrechter, heldenhafter Haltung zeigen. Einige der Gedichte wurden vertont.
So z. B. das 1942 von ihr geschriebene und 1945 von David Zehavi vertonte Gedicht Ein Spaziergang nach Caesarea (הליכה לקיסריה, Halika LeKaysarya), welches als Eli, Eli (אֵלִי, אֵלִי, erster Vers des Gedichtes) bekannt wurde. Sie schrieb es, als sie in Sdot Jam war, einer Siedlung in der Nähe des damals unbewohnten, historischen Ortes Caesarea.
| אלי, אלי, שלא יגמר לעולם החול והים רשרוש של המים ברק השמים תפילת האדם | Eli, Eli, schelo jigamer leOlam, haChol vehaJam, Rischrusch schel haMajim, Berak haSchamajim, Tefilath haAdam. | Mein Gott, mein Gott, lass niemals enden: den Sand und das Meer, das Rauschen des Wassers, das Strahlen des Himmels und das Gebet des Menschen. |

Im Gefängnis schrieb sie dieses Gedicht:
Gesegnet das Streichholz, das sich verbraucht, indem es die Flamme entzündet.

Gesegnet die Flamme, die immer brennt in den innersten Winkeln des Herzens.

Gesegnet das Herz, das Würde bewahrt auch in seiner letzten Stunde.

Gesegnet das Streichholz, das sich verbraucht, indem es die Flamme entzündet.
Anfang des Jahres 2010 wurde in Israel diskutiert, wo der umfangreiche schriftliche Nachlass einschließlich der Tagebücher aus ihrer Zeit in Palästina, der in Teilen bisher nicht ins Hebräische übersetzt wurde, in Zukunft aufbewahrt werden soll. Ende 2020 ging Szenes’ literarischer Nachlass mit zahlreichen Gedichten und einem Tagebuch an die Israelische Nationalbibliothek, die Szenes’ gesamten Nachlass anlässlich ihres 100. Geburtstags im Jahr 2021 digitalisiert hat.

## Erinnerung

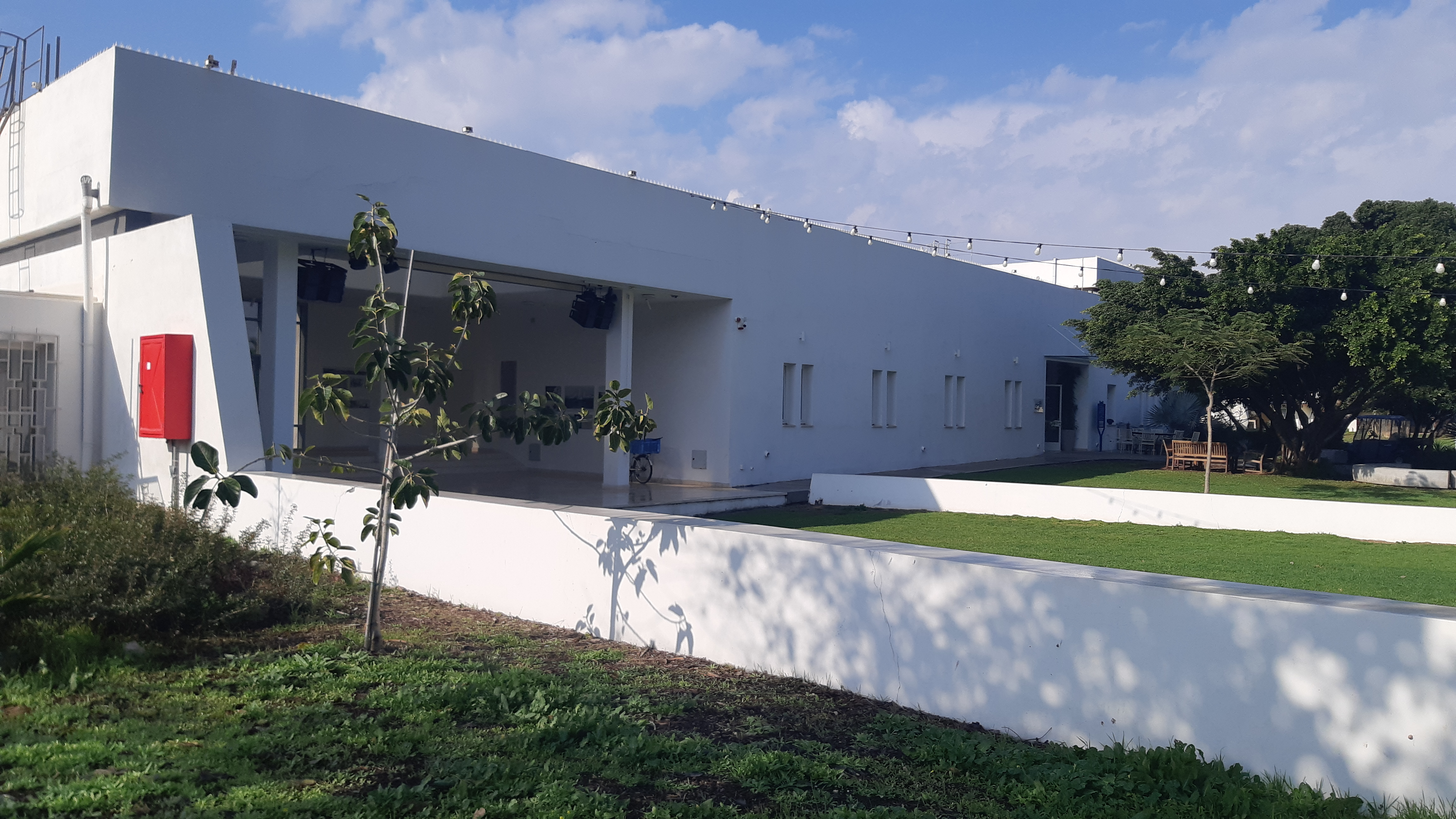
Hannah-Szenes-Haus in Sdot Jam

- 1945 erreichte das nach ihr benannte Schiff Hannah Senesh mit 252 jüdischen Migranten im Rahmen der illegalen Einwanderung (Alija Bet) von Genua aus Naharija.[6]
- Unter dem Titel Hanna’s War wurde das Leben Szenes’ 1988 von Menahem Golan verfilmt. Maruschka Detmers stellte sie dabei dar.
- Ein Stück mit dem Titel The Legend of Hannah Senesh wurde von Aaron Megged geschrieben. Produziert und inszeniert wurde das Stück von Laurence Merrick 1964. Szenes wurde von Joan Huntington dargestellt.
- 2008 erschien der Dokumentarfilm „Blessed is the Match: The Life and Death of Hannah Senesh“
- Die Erinnerungsstätte Hannah-Szenesz-Haus im Kibbuz Sdot Jam